# 斯洛維尼亞丘陵內申蒂利
斯洛維尼亞丘陵內申蒂利（斯洛維尼亞語： 發音：[ʃɛnˈtiːl ʍ slɔˈʋeːnskiɣ ɡɔˈɾiːtsax] 或 [ʃənˈtiːl ʍ slɔˈʋeːnskiɣ ɡɔˈɾiːtsax]，原寫為 Sveti Ilj v Slovenskih Goricah），是斯洛維尼亞東北部申蒂利市鎮的城鎮及行政中心。這個小鎮一直是奧地利-斯洛維尼亞邊境口岸，直到2007年12月21日，所有移民和海關檢查在斯洛維尼亞加入申根區後結束。申蒂利對面的奧地利小鎮是施皮爾費爾德。

## 教堂
當地的堂區教堂是獻給聖吉爾斯。它在1329年的書面文件中首次被提及。1532年它被奧斯曼土耳其人洗劫一空。它於1784年成為一個獨立的堂區，目前的建築建於1806年，採用帶有高鐘樓的十字形平面圖。

## 外部連結
- 维基共享资源上的相關多媒體資源：Šentilj v Slovenskih Goricah
- Šentilj v Slovenskih Goricah on Geopedia （页面存档备份，存于）